# IC 3862
IC 3862 = Arp 265 ist eine Irreguläre Galaxie vom Hubble-Typ Sd im Sternbild Jagdhunde. Sie ist schätzungsweise 189 Millionen Lichtjahre von der Milchstraße entfernt. Halton Arp gliederte seinen Katalog ungewöhnlicher Galaxien nach rein morphologischen Kriterien in Gruppen. Diese Galaxie gehört zu der Klasse Galaxien mit unregelmäßigen Klumpen.
Das Objekt wurde am 21. März 1903 von Max Wolf entdeckt.